# Heinrich Vogtherr

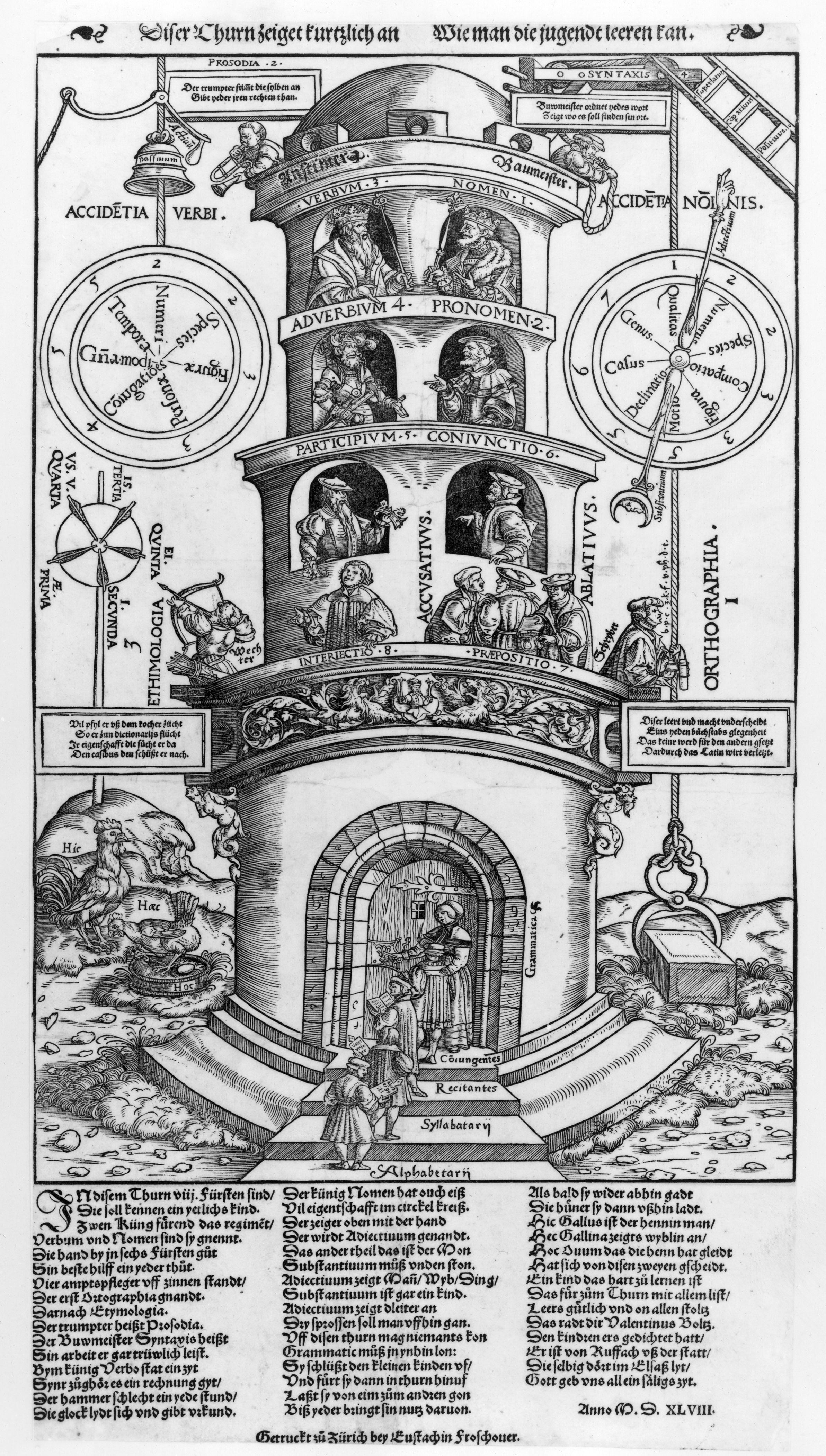
"Grammatikens torn" av Heinrich Vogtherr.

Heinrich Vogtherr, född 1490 i Dillingen an der Donau, död 1556 i Wien, var en tysk konstnär och psalmist. Han verkade även som träsnidare och målare i Wimpfen.

## Biografi
Heinrich Vogtherr blev 1525 borgare i Strassburg, där han 1527 utgav en psalmsamling med hymnen Herr gott der du erforschest mich, som 1812 översattes till svenska av Johan Olof Wallin med inledningen Du, Herre, ser och känner mig nr 11  1819 års psalmbok. Han uppges också ha författat den Martin Luther tillskrivna Aus tyeffer not schrey ich zu dir, på svenska Av djupets nöd, o Gud, till dig (nr 182 i 1819 års psalmbok och nr 278 i 1937 års psalmbok). Från 1530-talets början ägnade sig Vogtherr mer åt sin konst och utgav 1538 en handbok med 51 konstbilagor, för målare, bildsnidare och guldsmeder för att höja konsten ur dess förfall och ge dess utövare goda förebilder. På äldre dagar utgav han en alfabetiskt ordnad sångsamling, med sina egna illustrationer. Han bedrev också en omfattande bokförlagsverksamhet för medicinsk litteratur.